# Уппа (река)
Уппа (укр. Уппа, крымскотат. Uppa, Уппа) — река в юго-западном Крыму (Севастополь), правый приток реки Чёрная. Длина водотока — 5,0 км, площадь водосборного бассейна — 15,9 км².

## География
Начало реки находится на территории бывшего села Хворостянка, где гидролог Н. В. Рухлов в начале XX века описал несколько родников, крупнейший из которых «Баш-Чокрак», давал 5750 вёдер в сутки. Уппа течёт вначале на запад, после села Родное поворачивая на юг. На всём протяжении русла Рухлов отмечал довольно много значительных источников, снабжавших водой три располагавшихся на реке селения: Узенбашик, Уппу и Кучки, согласно справочнику «Поверхностные водные объекты Крыма» Уппа притоков не имеет. На реке сооружено насколько прудов, на окраине Родного находится 5-метровый водопад Мердвен-Тобе (вариант Мердвен-Тубю) с гротом Коба-Чаир, перед устьем Уппа образует небольшой каньон с ещё одним водопадом Тау-Сала. Впадает в реку Чёрную (в Чернореченский каньон в его нижней части) в 18,0 км от устья. Водоохранная зона реки установлена в 50 м.